# Puccinia pulverulenta
Puccinia pulverulenta är en svampart som beskrevs av Grev. 1824. Puccinia pulverulenta ingår i släktet Puccinia och familjen Pucciniaceae.   Inga underarter finns listade i Catalogue of Life.